# Wufeng, Yongchun
Wufeng (kinesiska: 吾峰) är en köping i sydöstra Kina. Den ligger i Yongchun härad i staden Quanzhou i provinsen Fujian, omkring 130 kilometer sydväst om provinshuvudstaden Fuzhou. Antalet invånare är 12 592. Befolkningen består av 6 204 kvinnor och 6 388 män. Barn under 15 år utgör 20,0 %, vuxna 15-64 år 69 %, och äldre över 65 år 10,0 %.